# مالیکا شراوات
مالیکا شراوات (انگلیسی: Mallika Sherawat؛ زادهٔ ۲۴ اکتبر ۱۹۷۶) یک هنرپیشه، و مانکن (فرد) اهل هند است. وی از سال ۲۰۰۲ میلادی تاکنون مشغول فعالیت بوده‌است.
از فیلم‌ها یا برنامه‌های تلویزیونی که وی در آن نقش داشته‌است می‌توان به افسانه اشاره کرد.

## فیلم‌شناسی
فهرست برخی از فیلم‌هایی که مالیکا شراوات در آنها به ایفای نقش پرداخته‌است:
- افسانه
- قتل
- زندگی فقط برای من است
- گورو
- ترسیدن ضروری است
- هیس
- شادکامی دو برابر
- سیاست کثیف
- بوسه بوسه قسمت
- ده زندگی
- قبل از عروسی
- میل
- اثرات جانبی عشق
- شادی شما
- همیشه مراقب باشید

## اعتراض به تبعیض جنسیتی در هند
از نظر او جامعه هند در برخورد با زنان واپس گرا و ارتجاعی است.
شراوت در پاسخ خبرنگاران گفت:" قصد ندارم دروغ بگویم ویا مثل سایرین در جامعه هند چشم بر واقعیات ببندم و ریاکاری کنم."
او در ادامه گفت: با وجود سقط جنین و کشتن دختران خردسال که هر روز در این کشور اتفاق می‌افتد، با توجه به‌شمار تجاوزهای گروهی به زنان و دختران و با تعداد کثیر قتل‌های به اصطلاح ناموسی که در هند روی می‌دهند به نظر من هند برای زنان، یک جامعه واپس گرا و ارتجاعی است و من سر حرف خودم هستم.".